# Dragon Quest VI
Dragon Quest VI este un joc video de rol dezvoltat de Heartbeat și publicat de Enix pe consola Super Famicom, parte din seria Dragon Quest. A fost lansat în Japonia în 1995.